# Capronia parasitica
Capronia parasitica är en lavart som först beskrevs av Ellis & Everh., och fick sitt nu gällande namn av E. Müll., Petrini, P.J. Fisher, Samuels & Rossman 1987. Capronia parasitica ingår i släktet Capronia och familjen Herpotrichiellaceae.  Arten är reproducerande i Sverige. Inga underarter finns listade i Catalogue of Life.